# Козіруґ-Жечни
Козіруґ-Жечни (пол. Koziróg Rzeczny, нім. Ziegenhöhe) — село в Польщі, у гміні Тлухово Ліпновського повіту Куявсько-Поморського воєводства.
Населення — 133 особи (2011).
У 1975-1998 роках село належало до Влоцлавського воєводства.

## Демографія
Демографічна структура станом на 31 березня 2011 року:
|          | Загалом | Допрацездатний вік | Працездатний вік | Постпрацездатний вік |
| -------- | ------- | ------------------ | ---------------- | -------------------- |
| Чоловіки | 66      | 12                 | 44               | 10                   |
| Жінки    | 67      | 15                 | 35               | 17                   |
| Разом    | 133     | 27                 | 79               | 27                   |